# The Small Faces
The Small Faces var et engelsk rock and roll band fra London, der havde sin storhedstid i den sidste halvdel af 1960'erne. Bandet, der var kraftigt inspireret af amerikansk rhythm and blues, blev grundlagt af Steve Marriott, Ronnie Lane, Kenney Jones og Jimmy Winston. Winston blev i 1966 udskiftet med Ian McLagan, der indtrådte som bandets keyboardspiller.
Bandet anses som en af de mest berømmede og indflydelsesrige modgrupper fra 1960'erne. Med hits som "Itchycoo Park", "Lazy Sunday", "All or Nothing", "Tin Soldier" og konceptalbummet Ogdens' Nut Gone Flake, udviklede de sig til at blive et af Storbritanniens mest succesfulde bands i genren psykedelisk rock, inden de blev opløst i 1969. Efter opløsningen af The Small Faces slog tre af medlemmerne sig sammen med ex-Jeff Beck Group medlemmerne Ronnie Wood (guitarist) og Rod Stewart (sanger) og med denne besætning tog bandet navnet The Faces. Efter opløsningen af The Faces blev Small Faces gendannet i perioden 1975-1978.
Small Faces anses som et af de tidligste inspirationskilder, nogle mener endda en tidlig start, for 1990'ernes Britpop-bølge. På trods af, at bandet var sammen i blot fire år, er Small Faces' udgivelser i slutningen af 1960'erne blandt den mest berømmede musik i genrerne mod og psykedelisk musik fra den tid.

## Bandets historie

### Oprindelig besætning: 1965–1969

#### Starten (1965)
Ronnie Lane og Steve Marriott mødte hinanden i 1965, da Marriott arbejdede i musikbutikken "J60 Music Bar" i Manor Park i London. Lane kom ind i butikken med sin far for at købe en basguitar og kom til at tale med Mariott. Lane købte bassen og efter Mariott fik fri tog Lane hjem til Marriotts hus, hvor de to lyttede til plader. De begyndte at spille sammen med vennerne Kenney Jones og Jimmy Winston. Winston spillede guitar, men skiftede til keybords. De startede med at øve i et hus i Manor Park ejet af Winstons forældre og begyndte hurtigt at spille ude på mindre scener på lokale pubs og halv-professionelle klubber. Gruppen valgte navnet Small Faces, da medlemmerne af gruppen alle var små af statur.
Bandets første repertoire omfattede R&B/soul-klassikere som "Jump Back", James Browns "Please Please Please", Smokey Robinsons "You've Really Got a Hold on Me" and Ben E. Kings "Stand by Me". Bandet spillede også to kompositioner fra Marriott/Lane, en hurtig og larmende "Come on Children" og en "amfetamin-drevet" sang "E too D", hvor Marriott viser sine evner som vokalist i stil med sine forbilleder Otis Redding og Bobby Bland. "E too D", der er udgivet på bandets første album, Small Faces, har navn efter guitar-akkorderne i sangen. På amerikanske opsamlingsalbum er sangens titel angivet som "Running Wild". Marriotts unikke og kraftige stemme skabte hurtigt opmærksomhed. Sangeren Elkie Brooks var imponeret over Marriotts evner og sceneoptræden, og anbefalede ham overfor en lokal klubejer, Maurice King. King blev imponeret, og begyndte at skaffe jobs til bandet i og udenfor London. Bandets første koncert udenfor London fandt sted i en såkaldt "working men's club" (en klub for industri- eller minearbejdere) i Sheffield. Da publikum hovedsagelig bestod af såkaldte "Teddy boys" (en ungdomskultur med forbilleder i Elvis Presley og Bill Haley), der nærmest var modkulturens modstykke, og hårdt drikkende arbejdere, nåede bandet kun at spille tre sange, inden bandet fik besked på at pakke sammen og hæve hyren. Skuffede over tingenes udvikling besøgte bandet i stedet den nærliggende mod-orienterede King Mojo Club (dengang ejet af Peter Stringfellow), hvor de tilbød at optræde gratis. Bandet spillede et sæt på klubben, der fik det lokale mod-publikum til at ønske mere, og bandet blev herefter kendt i mod-subkulturen.

#### Årene på Decca (1965–1967)
Bandet indgik en manageraftale med impressarioen Don Arden, der sørgede for, at bandet fik en pladekontrakt med Decca Records, hvor bandet udgav en række energiske mod/soul-singler. Bandets debutsingle var "Whatcha Gonna Do About It" fra 1965, der nåede en plads som nr. 14 på UK singles chart. Marriott og Lane er krediteret for at have skrevet musikken til nummeret, hvis guitarriff anses som værende "lånt" fra Solomon Burkes "Everybody Needs Somebody to Love". Teksten var skrevet af skaberen af det første britiske rock and roll plade "Move It", Shadows-medlemmet Ian Samwell.
Efter udsendelsen af den første single medvirkede bandet i 1965 i en kriminalfilm (Dateline Diamonds), hvor bandet spillede sig selv, og hvor de fik lejlighed for at promovere bandets anden single, en skarp mod-sang "I've Got Mine" skrevet af Marriott/Lane. Arden mente, at sangen med filmen ville få publicity, men filmen blev forsinket, og på trods af en pæn modtagelse hos musikkritikerne blev sangen ikke et hit.
Kort efter blev Jimmy Winston smidt ud af gruppen efter personlige uoverensstemmelser med de øvrige medlemmer og på grund af manglende musikalsk talent. I et interview fra 2000 nævnte Kenney Jones, at årsagen til fyringen skyldtes, at "han (Winston) stak hovedet for langt frem og prøvede at konkurrere med Steve Marriott."
 Winston blev udskriftet med Ian McLagan, hvis talenter på keyboard og beskedne statur passede perfekt ind i bandet.
Med den nye besætning opnåede Small Faces et hit med den tredje single "Sha-La-La-La-Lee", der blev udsendt den 28. januar 1966. Sangen var skrevet for gruppen af Mort Shuman (der skrev mange af Elvis Presley's største hits, herunder "Viva Las Vegas") og den populære engelske entertainer og sanger Kenny Lynch. Sangen blev et stort hit i Storbritannien, hvor den nåede nr. tre på singlehitlisten og nr. 1 på BBC's hitliste. Gruppens første album Small Faces, der blev udgivet den 11. maj 1966 blev også en betydelig succes. De blev hurtigt populære i bredere kredse, og optrådte ofte på britiske tv-shows som Ready Steady Go! og Top of the Pops, ligesom gruppen turnerede i Storbritannien og i Europa, herunder i Brøndby Pop Club i maj 1967. De nåede toppen af den kommercielle popularitet i august 1966, da bandets femte single, "All or Nothing", blev nr. et på den britiske singlehitliste. Succesen med "All or Nothing" dannede grundlag for en planlagt turné i Nordamerika med The Lovin' Spoonful og The Mamas & the Papas, men turneen måtte aflyses af Don Arden efter at detaljer om Ian McLagans stofmisbrug og en straffedom blev offentliggjort.
I 1966 var Small Faces et af de bedst indtjenende bands i England med fyldte koncerter og adskillige hit-singler, men managementaftalen med Don Arden betød, at bandets medlemmer alene fik £ 20 om ugen. Forældrene til bandets medlemmer (der alle dengang var mindreårige) forlangte et møde afholdt med Don Arden for at få managementaftalen lagt frem og for at klage over, at drengene arbejdede for hårdt uden at få noget væsentligt for det. På mødet forsøgte Don Arden, at slå det hen og meddelte, at alle i bandet alligevel var på stoffer. Forældrene foranledigede herefter, at aftalerne med Don Arden og Decca blev bragt til ophør.

#### Årene på pladeselskabet Immediate (1967–1968)
Umiddelbart efter bruddet med Arden og Decca blev bandet tilbudt en pladekontrakt med det netop etablerede pladeselskab Immediate, der var grundlagt af Rolling Stones' tidligere manager Andrew Loog Oldham. Bandet fik en i princippet ubegrænset studieadgang i Olympic Studios i London og i samarbejde med produceren Glyn Jones udviklede bandet sig hurtigt. Den første single på Immediate var den vovede "Here Come the Nice", der var tydeligt inspireret af gruppens brug af stoffer, men som alligevel nåede gennem censuren på trods af, at sangens åbenlyse referencer til stoffer. Bandet udsendte et nyt album blot med titlen Small Faces, der om ikke blev en stor kommerciel succes, så dog en kunstnerisk succes, der inspirerede andre musikere i og udenfor Storbritannien.
Omkring samme tidspunkt udsendte Decca albummet From The Beginning indeholdende gamle hits og en række ældre indspilninger, der ikke tidligere havde været udgivet, herunder live-favoritten "Baby Don't You Do It" med Jimmy Winston som forsanger og på guitar.
Bandets efterfølgende single "Itchycoo Park", der blev udgivet den 11. november 1967 er formentlig Small Faces' mest kendte sang i dag, og med en 16. plads på de amerikanske hitlister den første af bandets to hitsingler i USA. Singlen blev et endnu større hit i Storbritannien, hvor den opnåede en tredjeplads. "Itchycoo Park" var den første britiske plade, der benyttede flanging, en teknik hvor det samme lydspor spilles med en mindre tidsforskydning hvilket giver varierende faseforskydning og en lyd, der går op og ned i frekvensspektret. Flanger-effekten blev benyttet af teknikeren Georges Chkiantz i Olympic Studios. "Itchycoo Park" blev i marts 1967 fulgt op af "Tin Soldier", der var skrevet og komponeret af Marriott. På indspilningen medvirker den amerikanske sangerinde P.P. Arnold på kor. Sangen nåede nr. ni på de britiske hitlister og nr. 73 i USA. Den næste single "Lazy Sunday" (1968) var en sang i East End music-hall stilen og blev udsendt af Immediate mod bandets ønsker. Sangen var skrevet af Marriott inspireret af sine trakasserier med naboernes, og var indspillet som en joke. Singlen nåede nr. to på de britiske hitlister. Den sidste officielle single i bandets karriere var den folk-rock inspirerede "The Universal", der blev udsendt i sommeren 1968. Sangen var produceret ved at lægge en række overdubs på et grundspor, som Marriott havde optaget på en kassettebåndoptager i sin baghave på en akustisk guitar. Med en 16. plads på de britiske hitlister blev singlen en mindre succes end tidligere, hvilket skuffede Marriott, der derefter stoppede med at skrive musik til bandet.

#### Ogdens' Nut Gone Flake(1968)
Small Faces opnåede deres karrieres højdepunkt i England, da de den 24. maj 1968 udsendte det psykedelisk inspirerede album Ogdens' Nut Gone Flake. Albummet anses som et klassisk album, og blev udsendt med et banebrydende pladecover, der var designet til at ligne en rund antik tobaksdåse. Albummet nåede nr. et i Storbritannien, hvor det forblev i seks uger, men nåede alene en plads som nr. 159 på den amerikanske albumhitliste.
Albummet bestod af 6 sange på side et, og af en slags psykedelisk eventyr på side to. Eventyret handlede om "Happiness Stan" og dennes ønske om at finde ud af, hvor månen blev af, når den aftog. Eventyret – afbrudt af forskellige sange – blev oplæst af komikeren Stanley Unwin. Det havde været tanken, at Spike Milligan skulle have indtalt eventyret, men Milligan afslog.
Kritikerne var begejstrede og albummet solgte godt, men bandet stod med det problem, at de havde skabt et mesterværk i studiet, der i praksis var umuligt at genopføre ved koncerter. Ogdens' blev alene fremført live en enkelt gang, og dette skete i et tv-program i BBC, Colour Me Pop.

#### Opløsning og albummetThe Autumn Stone(1969)
Marriott forlod officielt bandet, da han under en koncert i New York nytårsaften '68/69 forlod scenen og råbte "I quit". Marriott var frustreret over bandets manglende evne til at bryde ud af dets poppede image og de begrænsede muligheder for at spille det mere sofistikere materiale live på scenen. Marriott havde derfor allerede planlagt etableringen af et nyt band, Humble Pie sammen med Peter Frampton. Bandets trommeslager Kenney Jones har efterfølgende i et interview med John Hellier i 2001 udtalt om bandets opløsning "Jeg ville ønske, at vi havde været mere modne dengang. Havde vi spillet Ogdens’ ville det have givet os større selvtillid. Vi blev anset som et pop-band, hvilket generede Steve mere end vi troede. Jeg ville ønske vi havde været mere som The Who på den måde, at når de har problemer, så bliver de sammen; Steve tænkte bare "hvordan overgår vi Odgens?", og så smuttede han. Odgens var et mesterværk, og havde vi spillet den live kunne vi have nået endnu større ting. Jeg mener, at vi stod på kanten af at blive et tungere band"
Et dobbeltalbum udgivet efter opløsningen, The Autumn Stone, blev udgivet i 1969. Albummet indeholdt en række indspilninger på Immediate, en sjælden liveoptagelse og en række ikke tidligere udgivne numre, der var tiltænkt bandets fjerde album med arbejdstitlen 1862, herunder "Wide Eyed Girl on the Wall" og "Donkey Rides, A Penny, A Glass". Bandets sidste single, "Afterglow (Of Your Love)", blev udsendt i 1969 efter opløsningen af bandet. Singlen nåede alene en plads som nr. 36 på de britiske hitlister.

### Bandets medlemmer hver for sig: 1970–1975
Efter opløsningen af Small Faces gik Ronnie Lane, Kenney Jones og Ian McLagan sammen med de to tidligere medlemmer af Jeff Beck Group, sangeren Rod Stewart og guitaristen Ronnie Wood. Denne konstellation droppede navnet "Small" og blev til Faces. Ledelsen i pladeselskabet mente dog, at det af hensyn til pladekøberne var vigtigt at bibeholde det gamle navn. Som et kompromis blev det nye bands første udgivelse First Step udgivet i Storbritannien under navnet Faces, men i USA under navnet Small Faces. Albummet var alene en moderat kommerciel succes, og pladeselskabet opgav herefter at trække veksler på det gamle navn "Small Faces". En senere genudgivelse i USA af First Step på CD krediterede stadig bandet som "Small Faces".
Jones og McLagan blev med Faces, indtil dette band blev opløst i 1975. Lane forlod Faces i 1973 og forsøgte herefter en solokarriere med backingbandet Slim Chance, med hvem han udgav en række singler og album i tiden 1973–1976, herunder hittet "How Come" fra 1974.
Marriotts første projekt efter Small Faces var rockgruppen Humble Pie, som han dannede med Peter Frampton, der tidligere havde spillet i Herd. Gruppen blev et stort hit i starten af 1970'erne i såvel USA som i Storbritannien.  I 1975 opnåede Humble Pie dog skuffende pladesalg, og Marriott startede i stedet en solokarriere.

### Gendannelse: 1975–1978
Efter opløsningen af Faces i 1975 blev Small Faces kortvarigt gendannet med den oprindelige besætning opløst i 1975 for at mime til musikvideoer til den genudsendte "Itchycoo Park", der atter var kommet på hitlisterne. Gruppen prøvede at indspille numre igen, men Ronnie Lane forlod gruppen efter et skænderi ved den første samling i øvelokalet. Lane var begyndt at vise symptomer på multipel sclerose, hvilket de øvrige medlemmer fejlagtigt opfattede som udslag af druk.
De øvrige medlemmer, McLagan, Jones og Marriott besluttede at blive sammen som Small Faces, og hyrede ex-Humble Pie og ex-Roxy Music bassisten Rick Wills til at overtage Lanes plads. Denne konstellation af Small Faces indspillede to album: Playmates (1977) og 78 in the shade (1978), begge udgivet på Atlantic Records. Guitaristen Jimmy McCulloch var kortvarigt med i gruppen i et par måneder i 1977 efter at han havde forladt Paul McCartneys band Wings. Han medvirkede på 78 in the Shade, der blev udgivet i 1978.
Desværre for bandet havde musiksmagen i Storbritannien hurtigt ændret sig og punk rock var ved at komme frem på dette tidspunkt. Som resultat heraf – og formentlig også som resultat af, at kritikerne gav de to album en hård medfart – opnåede de to album skuffende salgstal, og bandet blev opløst igen i 1978.

### Aktiviteter efter den endelige opløsning: 1979 – i dag
Kenney Jones blev trommeslager i The Who efter Keith Moon døde i 1978. Han fortsatte med at arbejde med The Who frem til slutningen af 1980'erne. Jones optrådte tillige med The Who ved en række koncerter efter denne tid. Han har endvidere dannet sit eget band, The Jones Gang.
Ian McLagan spillede efterfølgende med bl.a. Bonnie Raitt, The Rolling Stones, David Lindley, Billy Bragg og sit eget band El Rayo-X. McLagan udgav i 1998 en selvbiografi med titlen All the Rage. Han boede i en mindre by udenfor  Austin i Texas og spillede i sit eget band "Bump Band". Han døde i december 2014 af en hjerneblødning.
Steve Marriott spillede i 1980-82 med det gendannede Humble Pie og indspillede i 1981 et album med et nyt band "The Magic Midgets" med bl.a. Ronnie Lane et album. Albummet blev dog først udgivet i 2000 under navnet Together Again: The Lost Magic Midgets Recordings og bandet opnåede ikke andre udgivelser.  Senere i 1980'erne gik Marriott igen solo, og spillede en op til 200 koncerter om året i denne periode. Den 20. april 1991 døde Marriott i en brand i hjemmet i Essex, forårsaget af en cigaret. Han døde kun få dage efter han var begyndt at arbejde med et nyt album i USA sammen med det tidligere Humble Pie medlem Peter Frampton.
Ronnie Lanes senere karriere blev præget af følger af hans sygdom (sclerose), men på trods heraf nåede han at udgive kritikerroste albums sammen med Pete Townshend (Rough Mix) og Ronnie Wood (Mahony's Last Stand) i slutningen af 1970'erne. Han flyttede til USA og fortsatte med at optræde live indtil starten af 1990'erne trods sygdommen. Han døde i sit hjem i byen Trinidad i Colorado den 4. juni 1997 efter at have kæmpet med sygdommen i mere end 20 år.
Rick Wills, der var med i det gendannede Small Faces i 1977–78, medvirkede på David Gilmours album fra 1978 med titlen David Gilmour og blev senere samme år medlem af Foreigner, som han spillede med indtil 1992. Han var herefter med i Bad Company fra 1993 til 1999 og igen kortvarigt i 2001. Han bor i dag i Cambridge i England, og arbejder med Kenney Jones i "The Jones Gang".
Jimmy McCulloch's deltagelse i Small Faces varede kun et par måneder i slutningen af 1977. Kort efter han forlod Small Faces dannede han et band kaldet Wild Horses med Brian Robertson, Jimmy Bain og Kenney Jones,  men både han og Jones forlod bandet inden de udgav plader. Han blev herefter medlem af bandet The Dukes, der udgav et album i 1979. Senere samme år døde McCulloch i en alder af 26 som følge af en overdosis heroin.

## Medlemmer af bandet
- Steve Marriott – forsanger, guitar (1965–1969, 1975–1978)
- Ronnie Lane – bas, vocals (1965–1969, 1975)
- Jimmy Winston – keyboards (1965)
- Kenney Jones – trommer (1965–1969, 1975–1978)
- Ian McLagan – keyboards, vocals (1966–1969, 1975–1978)
- Rick Wills – bas (1976–1978)
- Jimmy McCulloch – guitar (1977)

## Hæder og priser
Ved uddelingen af Ivor Novello Awards i 1996 modtog Small Faces prisen "Lifetime Achievement for Outstanding Contribution to British Music award".
Den 4. september 2007 blev afsløret en mindeplade i Carnaby Street i Westminster for Small Faces og Don Arden. En bevæget Kenney Jones deltog i ceremonien og udtalte i et interview til BBC "Jeg ville bare ønske, at Steve Marriott, Ronnie Lane og Don Arden var har for at kunne dele dette øjeblik med mig".

## Diskografi
- Small Faces (1966)
- From The Beginning (1967)
- Small Faces (1967)
- Ogdens' Nut Gone Flake (1968)
- The Autumn Stone (1969)
- Playmates (1977)
- 78 in the Shade (1978)